# Shapwick-skatten
Shapwick-skatten (engelsk Shapwick hoard) er et depotfund af 9,262 romerske mønter, der blev fundet i Shapwick i Somerset i England i september 1998. Mønterne er dateret fra 31–30 f.Kr. til 224 evt.. Møntfundet er kendt for to sjældne mønter, der ikke var fundet i Storbritannien og det største antal denarii, der er fundet i Storbritannien.
Skatten er udstillet på Museum of Somerset på Taunton Castles område.